# Dứa Đồng Giao

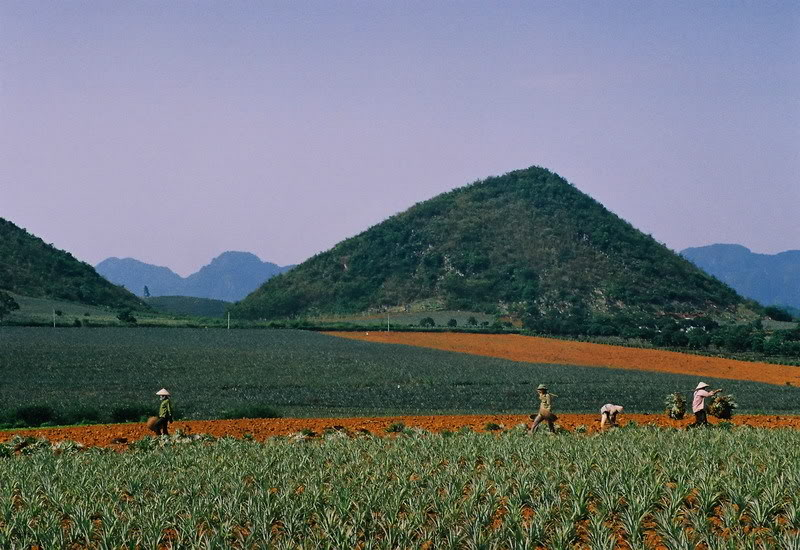
Nông trường Đồng Giao

Dứa Đồng Giao là thương hiệu nông sản của vùng đất Tam Điệp, Ninh Bình. Quả dứa Đồng Giao có mặt trong sách Top 50 trái cây đặc sản nổi tiếng nhất Việt Nam, đã được Cục Sở hữu trí tuệ bảo hộ chỉ dẫn địa lý  Dứa Đồng Giao cùng với cá rô Tổng Trường, dê núi và cơm cháy được coi là những đặc sản ẩm thực tiêu biểu của Ninh Bình.

## Đặc điểm nhận dạng
Cây dứa được đưa về trồng ở Đồng Giao từ năm 1972 với 2 giống chính là Cayen và Queen. Dứa được trồng ở Đồng Giao ăn rất ngon, vị ngọt đậm, không xơ. Sự thơm ngon nức tiếng của loại quả này được tạo thành từ điều kiện tự nhiên độc đáo ở Tam Điệp là vùng đất bán sơn địa, thành phần đất có hàm lượng sét cao, tầng mặt tơi xốp, biên độ nhiệt độ ngày đêm lớn, lượng bức xạ cao và những kinh nghiệm, bí quyết canh tác của người dân.
Dứa Tam Điệp có 2 giống chính là Dứa Cayen xuất khẩu với diện tích trồng khoảng 3000 ha và Dứa Queen Victoria 500ha. Hiện nay, ở Tam Điệp, cây dứa chiếm 60% diện tích trồng các cây ăn quả. Nhờ áp dụng nhiều tiến bộ kỹ thuật trong sản xuất, nên sản lượng dứa thu hoạch hàng năm tăng nhanh từ trên 5.700 tấn dứa quả năm 2000 lên trên 22.800 tấn vào năm 2005 và năm những năm gần đây là trên 30.000 tấn.
Cây dứa Đồng Giao thân ngắn, lá dài và cứng với gai mọc ở mép, quả có nhiều mắt; phía trên có một cụm lá. Dứa có quanh năm, nhưng nhiều nhất là vào tháng 3 tháng 7. Trung bình thời gian từ lúc trồng tới lúc thu hoạch là 18 tháng. Trước khi hái, dứa được thử để ước tính lượng đường của trái.
Dứa Cayene Đồng Giao có hình trụ, màu vàng cam nhạt, mùi thơm, vị ngọt đậm, không xơ. Khối lượng quả từ 1,53 đến 1,78 kg. Đường kính quả từ 12,90 đến 13,90 cm. Chiều dài quả từ 19,45 đến 20,39 cm. Số lượng mắt dứa từ 111 đến 115 mắt. Tỷ lệ phần ăn được từ 72 đến 75%.
Dứa Queen Đồng Giao có hình trụ, màu vàng rơm, mùi thơm, vị ngọt, không xơ. Khối lượng quả từ 0,54 đến 0,61 kg. Đường kính quả từ 7,71 đến 8,49 cm. Chiều dài quả từ 10,46 đến 11,27 cm. Số lượng mắt dứa từ 92 đến 94 mắt. Tỷ lệ phần ăn được từ 60 đến 74%.
Bên cạnh kinh nghiệm và bí quyết canh tác của người dân, các đặc tính này có được là nhờ điều kiện tự nhiên độc đáo của khu vực này: vùng bán sơn địa, có mức độ phân cắt địa hình ít nên tạo sự đồng đều về khí hậu, tiêu thoát nước tốt, thuận lợi cho việc trồng và sản xuất cây dứa. Đất đai nơi đây có hàm lượng sét cao, tầng mặt của đất tơi xốp, phù hợp với đặc điểm của cây dứa là có bộ rễ yếu, ăn nông và cần lượng nước cao.Ngoài ra, đây là khu vực có biên độ nhiệt ngày đêm lớn (4 – 6oC) và lượng bức xạ cao giúp tạo nên đặc điểm đặc thù cho sản phẩm dứa Đồng Giao.

## Chiến lược phát triển
Cây dứa Đồng Giao được trồng nhiều ở Nông trường Đồng Giao và các hộ dân thuộc vùng đồi núi Tam Điệp. Từ năm 2007, Ninh Bình là tỉnh có sản lượng dứa đứng đầu miền Bắc với 47.400 tấn/năm.
Từ những năm 1967, cây dứa được đưa về trồng ở Đồng Giao, cây dứa đã tồn tại và phát triển bền vững và trở thành biểu tượng và sản phẩm chính của Đồng Giao.
Hiện tại, toàn Nông trường Đồng Giao có diện tích rộng 5.500ha, với khoảng 1.800 hộ chuyên làm nghề trồng dứa, bình quân mỗi hộ có 1ha đất canh tác trở lên. Tổng sản lượng dứa mỗi năm 30.000-35.000 tấn.
Khu vực địa lý của sản phẩm dứa bao gồm các xã Phú Long, Quảng Lạc thuộc huyện Nho Quan; các xã Đông Sơn, Quang Sơn và các phường Trung Sơn, Nam Sơn thuộc thành phố Tam Điệp, tỉnh Ninh Bình.
|  |  |  |  |

## Điểm du lịch thiên nhiên
Nói đến Ninh Bình, không chỉ có Tràng An, Bái Đính, Cúc Phương, Vân Long, Phát Diệm hay Tuyệt Tình Cốc nữa mà còn có thêm một sự lựa chọn thú vị đó là nông trại dứa Đồng Dao. Mọi góc ở đây đều có thể cho ra đời hàng chục tấm hình sống ảo đẹp.